# Michele Costa
Pour les articles homonymes, voir Costa.
Michele Andrea Agniello Costa (né le 4 février 1808 à Naples et mort le 29 avril 1884 à Hove, en Angleterre) est un compositeur, chef d'orchestre et directeur musical italien, actif en Angleterre et naturalisé anglais sous le nom de Michael Andrew Agnus Costa. 

## Biographie
Michelle Andrea Agniello Costa naît le 4 février 1808 à Naples. Son père, Pasquale Costa, est un compositeur napolitain de musique sacrée. Sa mère, Rosa Tritto, est la fille de Giacomo Tritto, compositeur attaché à l'École napolitaine. 

### Formation
Michele Costa étudie la musique et le clavecin avec son père puis la composition auprès de Nicola Zingarelli et le contrepoint auprès de Giovanni Furno (élève de son grand-père) au Real Collegio di musica et reçoit des leçons de chant du castrat Girolamo Crescentini. Ses premières compositions, dès 1824, sont une messe à quatre voix avec orchestre, une cantate, L'immagine, un Dixit Dominus à quatre voix, des pièces instrumentales et deux opéras pour le théâtre du conservatoire, Il delitto punito et Il sospetto funesto.

### Début de carrière à Naples
Sa carrière de compositeur débute en 1828 avec un opera semiseria en trois actes pour le Teatro Nuovo sopra Toledo, Il carcere d'Ildegonda sur un livret de Domenico Gilardoni. Il est alors remarqué par l'impresario Domenico Barbaja qui lui commande pour le Teatro San Carlo en 1829 un opera seria en deux actes, Malvina, sur un livret de Giovanni Schmidt.

### Carrière en Angleterre

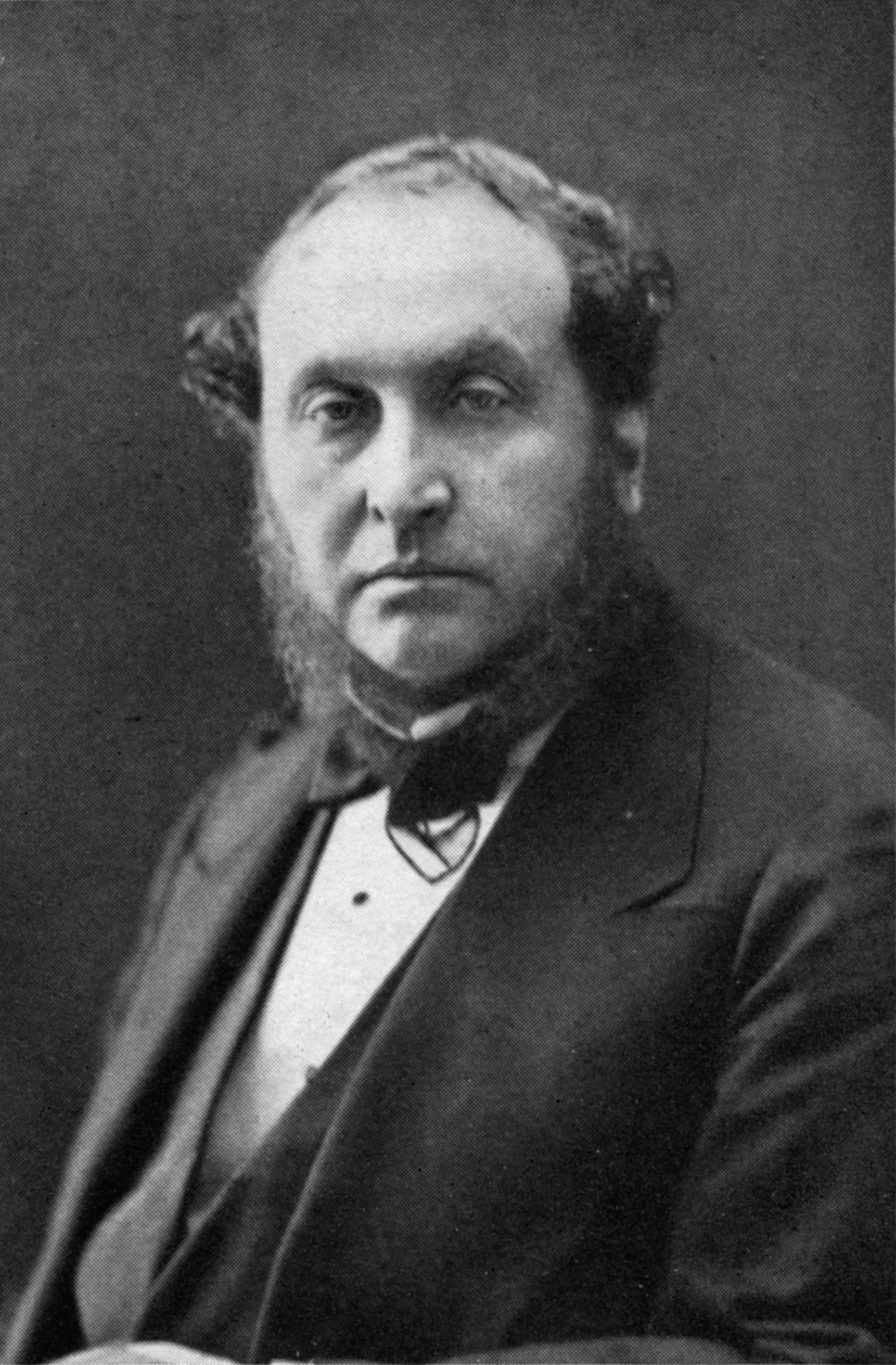
Michele Costa

Il se rend en Angleterre la même année pour diriger au Festival de Birmingham le psaume Super flumina Babylonis pour deux-cents choristes et grand orchestre de Nicola Zingarelli et s'installe à Londres. Il publie des pièces de musique de chambre vocale comme le quatuor Ecco quel fiero istante chanté par Giuditta Pasta, Maria Malibran, Giovanni Battista Rubini et Antonio Tamburini. En 1830 il est maestro al cembalo du King's Theatre où est donné son ballet Kenilworth en 1831. En 1832, l'impresario Thomas Monck Mason (en) lui confie la charge de directeur musical et en 1833 la fonction de chef d'orchestre. Entre 1832 et 1844 il compose encore pour son théâtre les ballets Une heure à Naples, Sir Huon pour Marie Taglioni, Alma ou la Fille de feu chorégraphié pour Fanny Cerrito, Jules Perrot et André-Jean-Jacques Deshayes et l'opéra Don Carlos sur un livret de Leopoldo Tarantini. En 1837, le Théâtre italien de Paris donne son opera seria en trois actes Malek Adel avec Giulia Grisi, Luigi Lablache, Nikolaï Ivanov (it), Rubini et Tamburini. 
À la mort de Pierre-François Laporte en 1841, Michele Costa cohabite durant cinq ans avec Benjamin Lumley qui a pris la direction du Her Majesty's Theatre. Leurs divergences en matière de gestion du théâtre, les vexations infligées à Costa par Lumley qui refusait de monter ses œuvres et lui interdisait d'accepter une nomination au poste de chef principal de la Royal Philharmonic Society, amènent les relations entre les deux hommes à se dégrader. En 1846, Costa démissionne et suit la suggestion de Giuseppe Persiani de prendre la direction du Royal Opera House à Covent Garden qui devient la seconde compagnie d'Opéra royal italien, où le suivent l'orchestre et les chanteurs, et accepte par la même occasion la direction de la Royal Philharmonic Society où il reste jusqu'en 1854. 
À partir de 1847, il dirige ses propres compositions chorales et ses oratorios comme Eli en 1855 ou Naaman en 1864 dans les festivals de Bradford, Leeds, Birmingham ainsi que les Handel Festivals au Crystal Palace ou la Sacred Harmony Society. À la tête de cette institution, il refuse, prétextant un soi-disant retard dans la livraison de l'œuvre et un non-respect de la forme exigée (exclusivement instrumentale), l'Inno delle nazioni, la cantate commandée à Giuseppe Verdi pour l'Exposition universelle de 1862 à Londres, qui ne sera pas jouée lors de l'inauguration de l'exposition, mais une semaine plus tard au Her Majesty's Theatre. 
Professeur de chant de la reine Victoria, du prince consort Albert il est aussi pianiste accompagnateur des autres membres de la famille royale. En 1858 il compose une cantate, The Dream, pour le mariage de la princesse Victoria avec Frédéric de Prusse et, en 1863, la cantate Ethelberga pour celui du prince Edouard avec la princesse Alexandra de Danemark.

### Dernières années
À la suite de divergences avec l'impresario Frederick Gye, il quitte Covent Garden pour retourner au Her Majesty's Theatre dont il redevient, de 1871 jusqu'à la fusion du théâtre avec Covent Garden en 1881, le directeur musical sous la direction de James Henry Mapleson (en) et où il dirige les œuvres de Vincenzo Bellini, Felix Mendelssohn, Giacomo Meyerbeer et Giuseppe Verdi. Son professionnalisme rigoureux et la qualité de ses interprétations a élevé de manière significative le niveau des orchestres qu'il a conduits.
Après avoir acquis la nationalité anglaise et anglicisé son nom en Michael Andrew Agnus Costa, il est élevé au grade de chevalier du Royaume-Uni et porte le titre de Sir. Il meurt à Hove dans le Sussex le 29 avril 1884.

## Compositions
Parmi les œuvres de la maturité de Costa, on peut citer ses ballets Kenilworth (1831), Une Heure à Naples (1832), Sir Huon (composé pour Marie Taglioni) en 1833 et le ballet Alma (1844, repris plus tard sous le nom de La fille de marbre). Son opéra Malek Adel a été joué à Paris en 1837 et à Londres en 1844, ainsi que l'opéra Don Carlos.
En 1855 Costa a écrit l'oratorio Eli et en 1864 Naaman, tous deux pour Birmingham. Le commentaire de  Rossini sur le premier était :
« Le bon Costa m'a envoyé une partition pour oratorio et un fromage  Stilton, le fromage était très bon. ». Un air d'Eli, "I will exalt thee", a été enregistré en 1910 par la grande soprano dramatique britannique Agnes Nicholls (1876-1959).
Il a écrit des opéras, des ballets, de la musique sacrée, vocale, instrumentale et trois oratorios.

### Œuvres lyriques
- Il sospetto funesto (Naples, 1826)
- Il delitto punito (Naples, 1827)
- Il carcere d'Ildegonda (Naples, Teatro Nuovo 1828)
- Malvina (Naples, Teatro San Carlo, 1829)
- Malek Adel (nouvelle version de Malvina, Londres, 18 mai 1837)
- Don Carlos (Londres, 20 juin 1844)

### Ballets
- Kenilworth (1831)
- Une Heure à Naples (1832)
- Sir Huon (1833)
- Alma (1844)

### Oratorios
- La Passione
- Eli (1855)
- Naaman (1864)

### Cantate
- L'Immagine (composée à 15 ans)